# Silla
Silla (kor. 신라) – państwo historyczne, jedno z Trzech Królestw Korei, położone w południowej części kraju. Stolicą królestwa Silla było Gyeongju.
W VII wieku Silla podbiło pozostałe królestwa: Baekje w 660 oraz Goguryeo w 668 roku. Okres po tym podboju czasem nazywany jest przez historyków Późniejszym Silla (후신라). Istniało do początku X wieku, gdy kraj został zjednoczony pod nazwą Goryeo.

## Historia
Uważa się, że Silla została założona w roku 57 p.n.e. przez Baka Hyeokgeose, pierwszego władcę tego królestwa. Do II wieku istniała jako odrębna konfederacja w południowo-wschodniej części Korei i dopiero król Naemul (356-402) ustanowił ją monarchią dziedziczną. W VI wieku Silla zaanektowała królestwo Gaya.

Pieczęć królestwa Silla

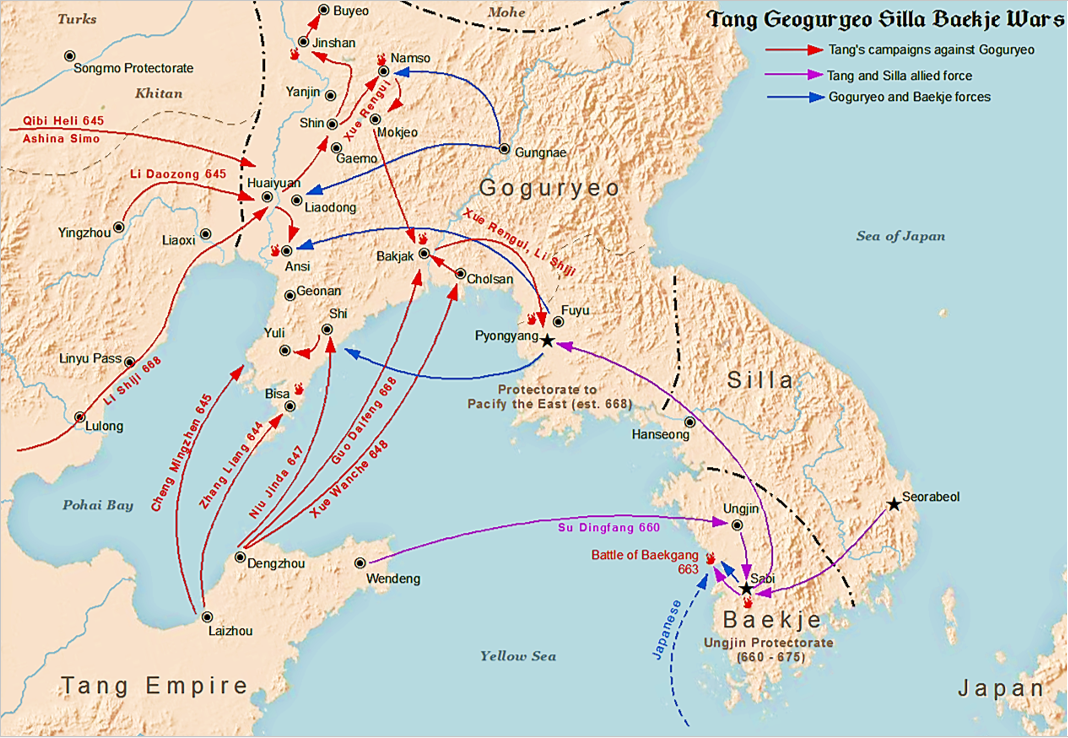
Działania wojenne w VII wieku

Za panowania króla Jinheunga (540–576) bardzo rozwinęła się armia królestwa. W VII wieku Silla zawarła sojusz z chińską dynastią Tang. W 660 roku, za panowania króla Muyeola (654–661), Silla podbiła królestwo Baekje a osiem lat później, za panowania króla Munmu, pod przywództwem generała Kim Yusina opanowała także Goguryeo. Przez prawie całą następną dekadę walczyła z wojskami chińskimi o panowanie nad terenem i w efekcie ustanowiła królestwo na większości Półwyspu Koreańskiego.

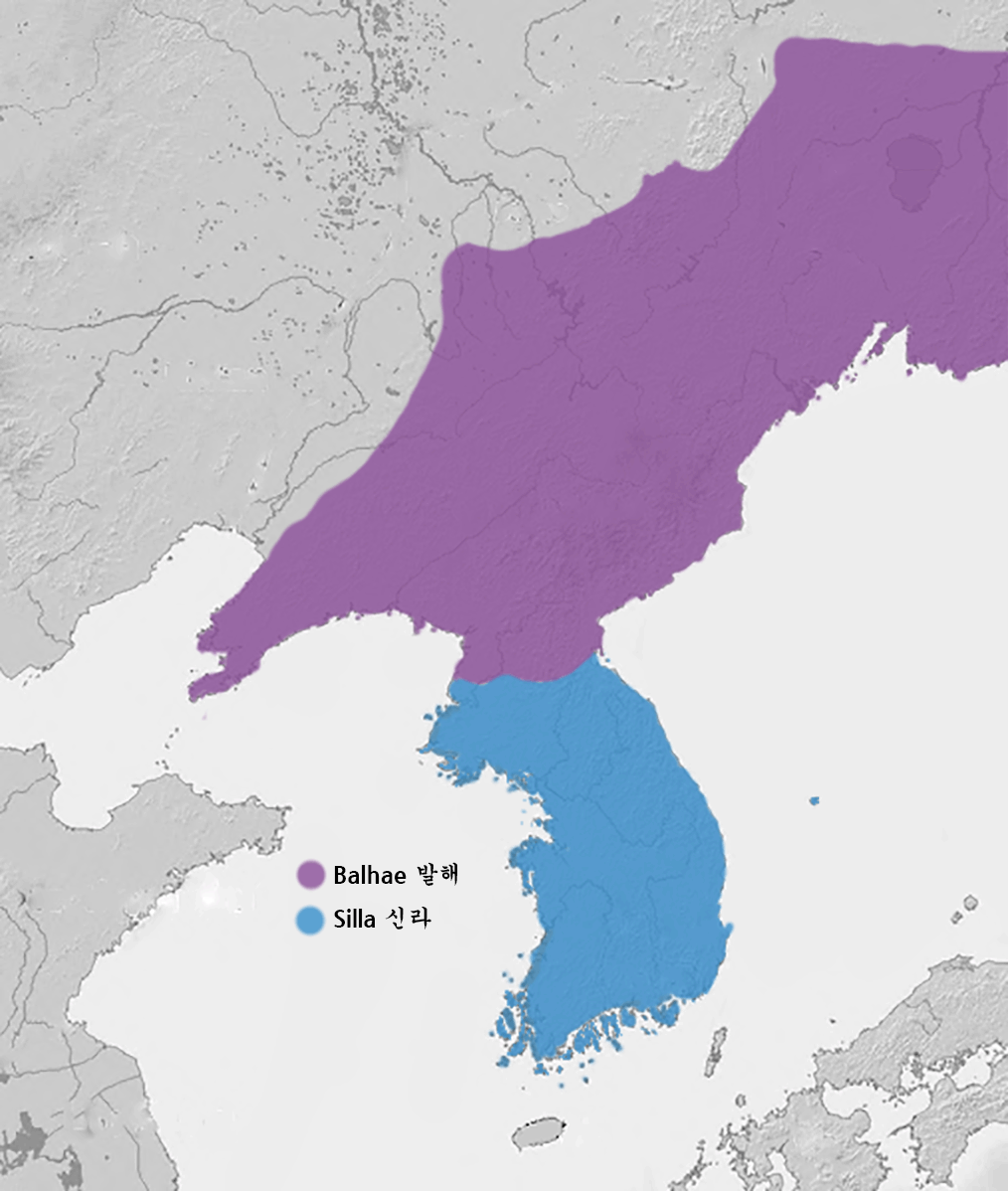
Balhae i Silla w IX wieku

Osłabienie Silli w IX–X w. umożliwiło czasowe odrodzenie się Trzech Królestw, które w 935 zjednoczył Wang Gon tworząc zjednoczone królestwo Goryeo.

## Kultura
W 527 roku Silla – najpóźniej z Trzech Królestw – przeszła na buddyzm za sprawą mnicha Ich'adona. Odtąd buddyzm był wspierany przez państwo. Wybudowano wówczas wiele świątyń, w tym Pulguksa oraz Seokguram. Drewniane pagody zamieniano w kamienne.
Wiele grobowców, a także innych pozostałości z okresu królestwa można znaleźć w Gyeongju i jego okolicach. Historyczny obszar wokół dawnej stolicy Silla został wpisany na listę światowego dziedzictwa UNESCO w roku 2000.
Z okresu Silla pochodzi obserwatorium astronomiczne Cheomseongdae, zbudowane w 632 roku. Jest to kamienna bryła reprezentująca 362 dni roku księżycowego.

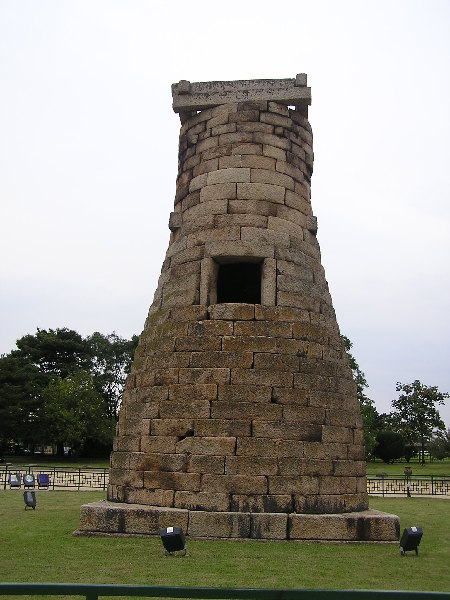
Obserwatorium astronomiczne Cheomseongdae
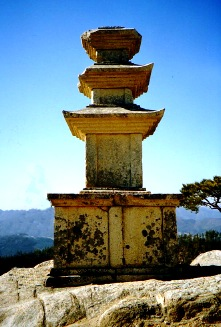
Kamienna pagoda w pobliżu Gyeongju
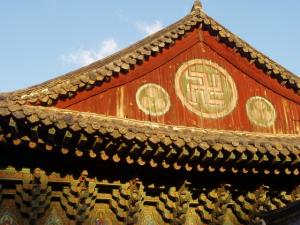
Fragment buddyjskiej świątyni wraz z dawnym jumonji w Gyeongju
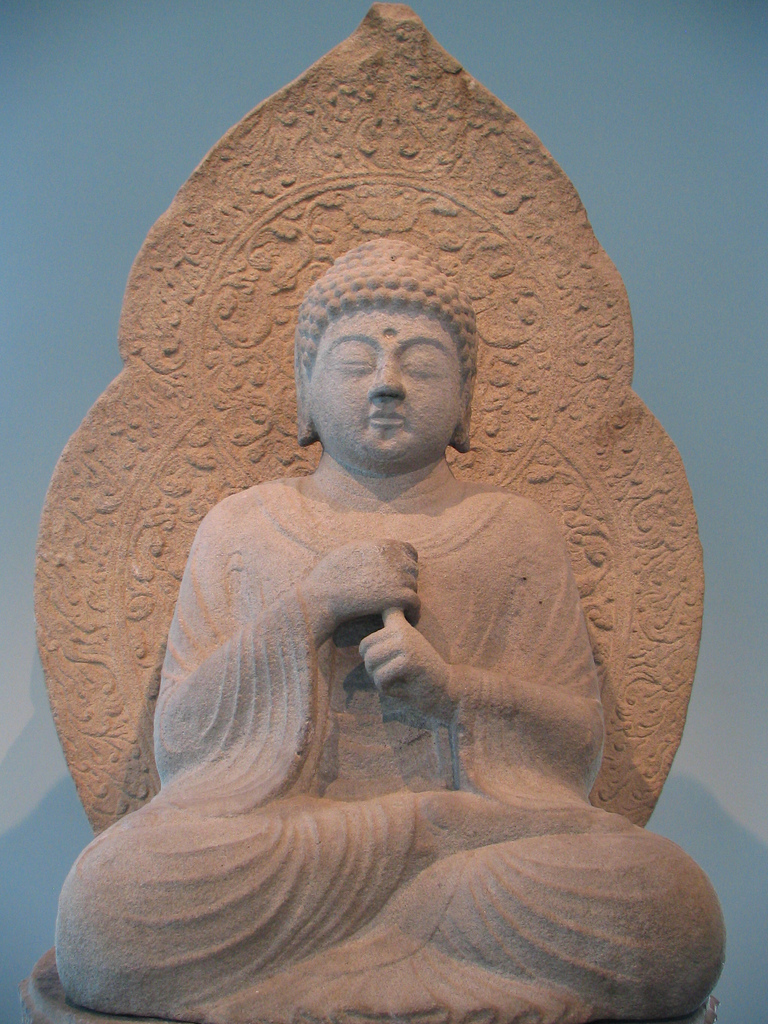
Posąg Buddy Wajroczana z czasów królestwa Silla